# موسکرا (نارینیو)
موسکرا (انگلیسی: Mosquera, Nariño) نام شهری در کشور کلمبیا است.